# Blandine Dancette
Blandine Dancette, née le 14 février 1988 à Firminy, est une handballeuse française. Elle joue au poste d'ailière droite.
Avec l' Équipe de France, elle est notamment championne du monde en 2017 puis championne olympique en 2021.

## Biographie
Faisant partie de cette nouvelle génération de joueuses prometteuses, Blandine Dancette s'illustre avec l’équipe de France jeunes qui remporte la médaille de bronze à l'Euro 2005.
Le 28 juin 2009, Olivier Krumbholz lui offre sa première sélection en équipe de France contre la Serbie lors des Jeux méditerranéens qui seront d'ailleurs remportés par Dancette et les Françaises.
Après le dépôt de bilan du HBC Nîmes au printemps 2016, elle s'engage avec Chambray, promu en 1re division pour la saison 2016-2017.
Après une saison blanche due à une blessure au genou droit, Blandine Dancette choisit de ne pas lever son option d'une année supplémentaire et s'engage avec Nantes pour la saison 2017-2018. Elle y remplace Pauline Coatanéa.
Elle devient championne du monde le 17 décembre 2017.
En 2021, elle met un terme à sa carrière de joueuse avec une victoire en Ligue européenne (C3) avec Nantes puis avec le titre olympique à Tokyo avec l'équipe de France.

## Palmarès

### Sélection nationale
Jeux olympiques
- médaille d'or aux Jeux olympiques de 2020 à Tokyo
- médaille d'argent aux Jeux olympiques de 2016 à Rio de Janeiro
- 5e place aux Jeux olympiques de 2012 à Londres

championnats du monde
- vainqueur du championnat du monde 2017
- finaliste du championnat du monde 2011
- finaliste du championnat du monde 2009

championnats d'Europe
- 9e place du Championnat d'Europe 2012

autres
- médaille d'or aux jeux méditerranéens en 2009
- 7e place du championnat du monde junior en 2008[7]
- 5e place du championnat d'Europe junior en 2007[8]
- 4e au championnat du monde jeunes en 2006[9],[10]
- troisième du championnat d'Europe jeunes en 2005

### Club
compétition internationale
- vainqueur de la Ligue européenne (C3) en 2021 (avec le Nantes AHB)
- vainqueur de la coupe Challenge (C4) en 2009 avec le HBC Nîmes

compétitions nationales
- finaliste de la coupe de France en 2011, 2015 et 2021
- finaliste de la coupe de la Ligue en 2010 et 2013

### Distinctions individuelles
- Révélation de l'année du championnat de France 2008-2009[11]

## Décorations
- Chevalier de l'ordre national du Mérite le 1er décembre 2016[12]
- Chevalier de la Légion d'honneur le 8 septembre 2021[13]